# Макри, Нэнси
Нэнси Макри (англ. Nancy Makri, род. 5 сентября 1962) — профессор теоретической химии и физики Иллинойсского университета в Урбане-Шампейне, главный исследователь группы Макри по теоретическому пониманию квантовой динамики конденсированной фазы. Занимается изучением теоретической квантовой динамики многоатомных систем и разрабатывает методы долгосрочного численного интегрального моделирования квантовых диссипативных систем.

## Ранние годы и образование
Нэнси Макри родилась в Афинах, столице Греции, 5 сентября 1962 года. Окончила Афинский университет в 1985 году со степенью бакалавра по химии. В 1989 году защитила дессертацию «Теоретические методы изучения химической динамики» в Калифорнийском университете в Беркли под руководством Уильяма Х. Миллера. В 1992 году вышла замуж за физико-химика Мартина Грюбеле.

## Карьера
С 1989 по 1991 год год Макри была младшим научным сотрудником Гарвардского университета. В 1992 году она поступила на химический факультет Иллинойсского университета в Урбане-Шампейне. В 1996 году стала доцентом с постоянным сроком пребывания, а в 1999 году — профессором химии и физики. 
Нэнси Макри является главным исследователем группы Макри по теоретическому пониманию квантовой динамики конденсированной фазы. А также является партнёром Института науки и технологий Бекмана. 

## Научная  деятельность
Pазработала новые теоретические подходы к моделированию динамики квантово-механических явлений, методы численного расчёта точных интегралов по траекториям для моделирования системной динамики в гармонических диссипативных средах. Её алгоритмы моделирования учитывают ограничения уравнения Шрёдингера, которое может точно описывать физические изменения только в квантовом состоянии малых молекул. Определив аспекты моделирования, которые можно эффективно упростить, группа доктора Макри разработала «первую полностью квантово-механическую методологию для расчёта эволюции квантовой системы в диссипативной среде путём выполнения итеративного разложения выражения Фейнмана для интеграла по траекториям». Такие упрощения позволяют рассчитать результаты, которые в противном случае были бы математически невыполнимы. Её тщательные исследования системно-гармонической модели ванны привели к методам, позволяющим избежать проблемы со знаком Монте-Карло.
Способность моделировать реакции переноса протона и электрона была успешно применена к биологическим системам, таким как квантовое моделирование переноса электрона при бактериальном фотосинтезе, предлагая «полную и однозначную картину процесса». Более поздняя работа была сосредоточена на разработке методологии полуклассической динамики "вперёд-назад" с использованием классических расчётов траектории. Этот подход использовался для моделирования активности гелия как в нормальной, так и в сверхтекучей фазах, исследуя бозе-статистические эффекты в отношении фазовых переходов.

## Награды
Макри получила ряд наград и отличий, в том числе следующие:
- Премия Арнольда О. Бекмана за исследования, Исследовательский совет Университета Иллинойса, 2003
- Член общества, Американское физическое общество, 2001, «За разработку новых методов интегрирования траекторий в реальном времени и решительную количественную оценку того, как среда конденсированной фазы влияет на преодоление квантового барьера и биологический перенос заряда.»[17]
- Академическая премия в области физических наук, Фонд Бодоссаки, 2000[18]
- Премия Агнес Фэй Морган за исследования[англ.], 1999, «за её работу с фотосинтезом и реакциями переноса заряда, которые происходят в фотосинтетических системах.»[10]
- Член общества, Американская ассоциация содействия развитию науки, 1998[19]
- Премия Камиллы Дрейфус для учителей и учёных, 1997[20]
- Ежегодная медаль Международной академии квантовых молекулярных наук[англ.], 1995[1]
- Премия учёного Коттрелла, 1994[1]
- Стипендия Слоуна, 1994[1]
- Стипендия Дэвида и Люсиль Паккард в области науки и техники, 1993[11]
- Премия Национального научного фонда для молодых исследователей, 1993[1][21]
- Премия Бекмана для молодых исследователей[англ.], 1993[22]